# سفارة دولة فلسطين لدى سريلانكا
سفارة دولة فلسطين لدى سريلانكا هي الممثلية الدبلوماسية العُليا لدولة فلسطين لدى جمهورية سريلانكا. تقع السفارة في مدينة كولمبو.
في 6 نوفمبر 2015 شهدت سريلانكا مظاهرات في الأماكن والتجمعات وبمشاركة من طوائف مختلفة سريلانكية، والتي أعلنت تأييدها لفلسطين ودعمها لحقوق الشعب الفلسطيني وطالبت بحماية دولية لفلسطين.
وفي 17 أبريل 2016 تم الإعلان عن تشكيل لجنة الصداقة البرلمانية الفلسطينية السريلانكية.